# Rockwell Green
Rockwell Green – wieś w Anglii, w hrabstwie Somerset, w dystrykcie (unitary authority) Somerset. Leży 71 km na południowy zachód od miasta Bristol i 226 km na zachód od Londynu. W 2001 miejscowość liczyła 2246 mieszkańców.